# Gran Premio motociclistico di Catalogna 1998
Il Gran Premio motociclistico di Catalogna del 1998 fu il dodicesimo circuito del mondiale di motociclismo del 1998.
Si svolse il 20 settembre del 1998 nel circuito di Catalogna e vide la vittoria di Mick Doohan nella classe 500, di Valentino Rossi nella classe 250 e di Tomomi Manako nella classe 125.
Si trattò del Gran Premio che decise il campionato mondiale della classe 500 a favore del pilota australiano Doohan, anche perché il suo maggior rivale, l'italiano Max Biaggi, venne squalificato per non essere rientrato ai box a scontare una penalità inflittagli dopo aver effettuato un sorpasso in regime di bandiera gialla. L'altro pilota coinvolto nell'episodio fu il brasiliano Alex Barros che non venne squalificato essendosi fermato a scontare la sanzione inizialmente comminata ai due piloti.

## Classe 500

### Arrivati al traguardo
| Pos | Nº | Pilota                   | Squadra               | Motocicletta | Giri | Tempo     | Griglia | Punti |
| --- | -- | ------------------------ | --------------------- | ------------ | ---- | --------- | ------- | ----- |
| 1   | 1  | Mick Doohan              | Repsol Honda          | Honda        | 25   | 44:53.264 | 4       | 25    |
| 2   | 2  | Tadayuki Okada           | Repsol Honda          | Honda        | 25   | +1.974    | 6       | 20    |
| 3   | 5  | Norifumi Abe             | Yamaha Team Rainey    | Yamaha       | 25   | +8.260    | 9       | 16    |
| 4   | 15 | Sete Gibernau            | Repsol Honda          | Honda        | 25   | +20.865   | 10      | 13    |
| 5   | 11 | Simon Crafar             | Red Bull Yamaha WCM   | Yamaha       | 25   | +22.967   | 16      | 11    |
| 6   | 8  | Carlos Checa             | MoviStar Honda Pons   | Honda        | 25   | +24.933   | 12      | 10    |
| 7   | 9  | Alex Barros              | Honda Gresini         | Honda        | 25   | +25.764   | 3       | 9     |
| 8   | 55 | Régis Laconi             | Red Bull Yamaha WCM   | Yamaha       | 25   | +28.571   | 14      | 8     |
| 9   | 19 | John Kocinski            | MoviStar Honda Pons   | Honda        | 25   | +41.358   | 11      | 7     |
| 10  | 10 | Kenny Roberts Jr         | Team Roberts          | Modenas KR3  | 25   | +41.373   | 7       | 6     |
| 11  | 3  | Nobuatsu Aoki            | Suzuki Grand Prix     | Suzuki       | 25   | +48.310   | 5       | 5     |
| 12  | 28 | Ralf Waldmann            | Marlboro Team Roberts | Modenas KR3  | 25   | +50.942   | 17      | 4     |
| 13  | 17 | Jurgen van den Goorbergh | Dee Cee Jeans Racing  | Honda        | 25   | +1:10.545 | 13      | 3     |
| 14  | 23 | Matt Wait                | F.C.C. TSR            | Honda        | 25   | +1:14.721 | 23      | 2     |
| 15  | 88 | Scott Smart              | Millar Honda Britain  | Honda        | 25   | +1:14.779 | 22      | 1     |
| 16  | 43 | Paolo Tessari            | Team Paton            | Paton        | 24   | +1 giro   | 25      |       |

### Ritirati
| Nº | Pilota            | Squadra              | Motocicletta | Giri | Griglia |
| -- | ----------------- | -------------------- | ------------ | ---- | ------- |
| 42 | Craig Connell     | Shell Advance Racing | Honda        | 18   | 21      |
| 22 | Sébastien Gimbert | Tecmas Honda Elf     | Honda        | 12   | 20      |
| 57 | Fabio Carpani     | Polini Inoxmacel     | Honda        | 12   | 24      |
| 77 | Eskil Suter       | Muz Roc RennSport    | Muz Weber    | 11   | 18      |
| 14 | Juan Borja        | Shell Advance Racing | Honda        | 6    | 19      |
| 4  | Àlex Crivillé     | Repsol Honda         | Honda        | 1    | 1       |
| 12 | Jean-Michel Bayle | Yamaha Team Rainey   | Yamaha       | 0    | 8       |
| 27 | Katsuaki Fujiwara | Suzuki Grand Prix    | Suzuki       | 0    | 15      |

### Squalificato
| Nº | Pilota     | Squadra                | Motocicletta | Griglia |
| -- | ---------- | ---------------------- | ------------ | ------- |
| 6  | Max Biaggi | Marlboro Team Kanemoto | Honda        | 2       |

## Classe 250

### Arrivati al traguardo
| Pos | Nº | Pilota              | Squadra                   | Motocicletta | Giri | Tempo     | Griglia | Punti |
| --- | -- | ------------------- | ------------------------- | ------------ | ---- | --------- | ------- | ----- |
| 1   | 46 | Valentino Rossi     | Nastro Azzurro Aprilia    | Aprilia      | 23   | 41:48.737 | 2       | 25    |
| 2   | 31 | Tetsuya Harada      | Aprilia Grand Prix Racing | Aprilia      | 23   | +3.922    | 5       | 20    |
| 3   | 65 | Loris Capirossi     | Aprilia Grand Prix Racing | Aprilia      | 23   | +14.048   | 1       | 16    |
| 4   | 19 | Olivier Jacque      | Chesterfield Elf Tech 3   | Honda        | 23   | +17.698   | 6       | 13    |
| 5   | 5  | Tōru Ukawa          | Benetton Honda            | Honda        | 23   | +29.855   | 4       | 11    |
| 6   | 4  | Stefano Perugini    | Castrol 250               | Honda        | 23   | +38.668   | 10      | 10    |
| 7   | 6  | Haruchika Aoki      | F.C.C. TSR                | Honda        | 23   | +38.701   | 8       | 9     |
| 8   | 44 | Roberto Rolfo       | Scuderia AGV Carrizosa    | TSR-Honda    | 23   | +38.926   | 20      | 8     |
| 9   | 21 | Franco Battaini     | Edo Racing                | Yamaha       | 23   | +39.048   | 13      | 7     |
| 10  | 7  | Takeshi Tsujimura   | Semprucci Biesse-Gro      | Yamaha       | 23   | +46.392   | 14      | 6     |
| 11  | 24 | Jason Vincent       | Padgetts HRC Shop         | TSR-Honda    | 23   | +46.431   | 17      | 5     |
| 12  | 37 | Luca Boscoscuro     | Scuderia AGV Carrizosa    | TSR-Honda    | 23   | +46.953   | 15      | 4     |
| 13  | 12 | Noriyasu Numata     | Rizla Suzuki              | Suzuki       | 23   | +49.845   | 12      | 3     |
| 14  | 18 | Osamu Miyazaki      | Edo Racing                | Yamaha       | 23   | +51.142   | 7       | 2     |
| 15  | 16 | Johan Stigefelt     | Rizla Suzuki              | Suzuki       | 23   | +1:09.499 | 19      | 1     |
| 16  | 8  | Luis d'Antín        | Antena 3 Yamaha           | Yamaha       | 23   | +1:12.604 | 16      |       |
| 17  | 25 | Yasumasa Hatakeyama | Penguin Racing            | Honda        | 23   | +1:18.459 | 23      |       |
| 18  | 45 | Diego Giugovaz      | Docshop Racing            | Aprilia      | 23   | +1:18.836 | 21      |       |
| 19  | 22 | Matthieu Lagrive    | Chesterfield Elf Tech 3   | Honda        | 23   | +1:36.751 | 25      |       |
| 20  | 92 | David García        | Antena 3 Yamaha           | Yamaha       | 23   | +1:49.034 | 24      |       |
| 21  | 74 | Lucas Oliver Bultó  | Team Chupa Chups          | Honda        | 22   | +1 giro   | 29      |       |
| 22  | 94 | David Ortega        | Costa Azahar              | Honda        | 22   | +1 giro   | 28      |       |

### Ritirati
| Nº | Pilota            | Squadra                   | Motocicletta | Giri | Griglia |
| -- | ----------------- | ------------------------- | ------------ | ---- | ------- |
| 9  | Jeremy McWilliams | QUB Team Optimum          | TSR-Honda    | 19   | 11      |
| 17 | José Luis Cardoso | Antena 3 Yamaha           | Yamaha       | 17   | 22      |
| 34 | Marcellino Lucchi | Aprilia Grand Prix Racing | Aprilia      | 14   | 3       |
| 41 | Federico Gartner  | PR2 Mitsubishi Elaion     | Aprilia      | 14   | 27      |
| 93 | Iván Silva        | Team Chupa Chups          | Honda        | 13   | 30      |
| 58 | Eustaquio Gavira  | SBK Sport                 | Honda        | 6    | 26      |
| 27 | Sebastián Porto   | PR2 Mitsubishi Elaion     | Aprilia      | 6    | 9       |
| 14 | Davide Bulega     | OXS Matteoni              | ERP-Honda    | 6    | 18      |

## Classe 125

### Arrivati al traguardo
| Pos | Nº | Pilota             | Squadra                    | Motocicletta | Giri | Tempo     | Griglia | Punti |
| --- | -- | ------------------ | -------------------------- | ------------ | ---- | --------- | ------- | ----- |
| 1   | 3  | Tomomi Manako      | UGT - 3000                 | Honda        | 22   | 42:10.704 | 2       | 25    |
| 2   | 32 | Mirko Giansanti    | OXS Matteoni               | Honda        | 22   | +0.079    | 6       | 20    |
| 3   | 20 | Masao Azuma        | Mac Motors Liegeois Comp.  | Honda        | 22   | +0.096    | 3       | 16    |
| 4   | 10 | Lucio Cecchinello  | Givi Honda LCR             | Honda        | 22   | +0.172    | 11      | 13    |
| 5   | 15 | Roberto Locatelli  | Polini Inoxmacel           | Honda        | 22   | +0.336    | 1       | 11    |
| 6   | 2  | Noboru Ueda        | Givi Honda LCR             | Honda        | 22   | +0.724    | 14      | 10    |
| 7   | 62 | Yoshiaki Katō      | Semprucci Biesse-Gro       | Yamaha       | 22   | +0.942    | 7       | 9     |
| 8   | 13 | Marco Melandri     | Benetton Matteoni          | Honda        | 22   | +1.027    | 12      | 8     |
| 9   | 4  | Kazuto Sakata      | UGT 3000                   | Aprilia      | 22   | +1.062    | 4       | 7     |
| 10  | 8  | Gianluigi Scalvini | Polini Inoxmacel           | Honda        | 22   | +1.540    | 13      | 6     |
| 11  | 26 | Ivan Goi           | Vasco Rossi Racing         | Aprilia      | 22   | +1.737    | 9       | 5     |
| 12  | 21 | Arnaud Vincent     | Scrab Competition          | Aprilia      | 22   | +2.063    | 16      | 4     |
| 13  | 5  | Masaki Tokudome    | Docshop Racing             | Aprilia      | 22   | +2.607    | 8       | 3     |
| 14  | 7  | Emilio Alzamora    | Via Digital Team           | Aprilia      | 22   | +3.046    | 10      | 2     |
| 15  | 9  | Frédéric Petit     | UGT 3000 - RMS             | Honda        | 22   | +5.025    | 18      | 1     |
| 16  | 22 | Steve Jenkner      | Marlboro Team ADAC         | Aprilia      | 22   | +14.377   | 19      |       |
| 17  | 60 | Fonsi Nieto        | Via Digital Team           | Aprilia      | 22   | +14.503   | 15      |       |
| 18  | 29 | Ángel Nieto Jr     | Via Digital Team           | Aprilia      | 22   | +16.024   | 22      |       |
| 19  | 39 | Jaroslav Huleš     | UGT 3000                   | Honda        | 22   | +23.779   | 24      |       |
| 20  | 23 | Gino Borsoi        | Motoracing                 | Aprilia      | 22   | +33.882   | 17      |       |
| 21  | 19 | Andrea Ballerini   | Semprucci Biesse-Gro       | Yamaha       | 22   | +33.932   | 25      |       |
| 22  | 79 | Pablo Nieto        | Via Digital Team           | Aprilia      | 22   | +37.248   | 27      |       |
| 23  | 71 | Josep Sardá        | Team TMR                   | Honda        | 22   | +47.529   | 30      |       |
| 24  | 65 | Andrea Iommi       | Team Pileri                | Honda        | 22   | +47.597   | 23      |       |
| 25  | 58 | Álvaro Molina      | Echo-Berner / C.C. Neptuno | Honda        | 22   | +47.856   | 21      |       |

### Ritirati
| Nº | Pilota           | Squadra          | Motocicletta | Giri | Griglia |
| -- | ---------------- | ---------------- | ------------ | ---- | ------- |
| 17 | Enrique Maturana | Yamaha Kurz Aral | Yamaha       | 20   | 20      |
| 41 | Yōichi Ui        | Yamaha Kurz Aral | Yamaha       | 15   | 5       |
| 73 | Ivan Martínez    | Valencia Aspar   | Aprilia      | 13   | 28      |
| 70 | Adrián Araujo    | Polini Inoxmacel | Honda        | 1    | 29      |

### Non partito
| Nº | Pilota           | Moto    | Griglia |
| -- | ---------------- | ------- | ------- |
| 14 | Federico Cerroni | Aprilia | 26      |